# Bessemer (Michigan)
Bessemer ist eine Stadt im Gogebic County im US-Bundesstaat Michigan, Vereinigte Staaten. Das U.S. Census Bureau hat bei der Volkszählung 2020 eine Einwohnerzahl von 1.805 ermittelt. Die Stadt ist auch der County Seat des Gogebic County und liegt in einem durch den Einfluss des Oberen Sees sehr schneereichen Gebiet.

## Geographie
Die City wird von der Bessemer Township umgeben, ist aber von dieser politisch unabhängig. Sie liegt am U.S. Highway 2 zwischen Ironwood im Westen und Wakefield weiter östlich. Zwei Bahnstrecken führen durch die Stadt, die Chicago and North Western Railway sowie eine Strecke der Minneapolis, St. Paul and Sault Ste. Marie Railway, die allerdings einige Kilometer östlich der Stadt endet.
Nach den Angaben des United States Census Bureau hat die Stadt eine Fläche von 14,2 km², wobei es keine nennenswerten Gewässerflächen gibt. Im östlichen Teil der Stadt entspringt der Kallander Creek, fließt einige hundert Meter westwärts, bevor er nach Norden abknickt und dem Black River zustrebt.

## Demographie
Zum Zeitpunkt des United States Census 2000 bewohnten Bessemer 2148 Personen. Die Bevölkerungsdichte betrug 151,6 Personen pro km². Es gab 1179 Wohneinheiten, durchschnittlich 83,2 pro km². Die Bevölkerung Bessemers bestand zu 96,88 % aus Weißen, 0,14 % Schwarzen oder African American, 1,21 % Native American, 0,42 % Asian, 0,05 % Pacific Islander, 0,42 % gaben an, anderen Rassen anzugehören und 0,88 % nannten zwei oder mehr Rassen. 0,70 % der Bevölkerung erklärten, Hispanos oder Latinos jeglicher Rasse zu sein.
Die Bewohner Bessemers verteilten sich auf 976 Haushalte, von denen in 25,6 % Kinder unter 18 Jahren lebten. 46,1 % der Haushalte stellten Verheiratete, 9,8 % hatten einen weiblichen Haushaltsvorstand ohne Ehemann und 41,6 % bildeten keine Familien. 38,2 % der Haushalte bestanden aus Einzelpersonen und in 21,3 % aller Haushalte lebte jemand im Alter von 65 Jahren oder mehr alleine. Die durchschnittliche Haushaltsgröße betrug 2,17 und die durchschnittliche Familiengröße 2,88 Personen.
Die Bevölkerung verteilte sich auf 23,0 % Minderjährige, 6,4 % 18–24-Jährige, 24,4 % 25–44-Jährige, 23,3 % 45–64-Jährige und 22,9 % im Alter von 65 Jahren oder mehr. Das Durchschnittsalter betrug 42 Jahre. Auf jeweils 100 Frauen entfielen 96,2 Männer. Bei den über 18-Jährigen entfielen auf 100 Frauen 93,3 Männer.
Das mittlere Haushaltseinkommen in Bessemer betrug 27.639 US-Dollar und das mittlere Familieneinkommen erreichte die Höhe von 36.739 US-Dollar. Das Durchschnittseinkommen der Männer betrug 28.958 US-Dollar, gegenüber 21.708 US-Dollar bei den Frauen. Das Pro-Kopf-Einkommen belief sich auf 17.499 US-Dollar. 12,1 % der Bevölkerung und 8,6 % der Familien hatten ein Einkommen unterhalb der Armutsgrenze, davon waren 17,0 % der Minderjährigen und 7,9 % der Altersgruppe 65 Jahre und mehr betroffen.
Die meisten der Einwohner hatten Vorfahren aus Italien (23,3 %), Finnland (18,7 %) Deutschland (13,8 %), Polen (11,3 %) und Schweden (5,7 %).

## Söhne und Töchter der Stadt
- Otto Oscar Binder (1911–1974), Schriftsteller, Schöpfer der Comic-Heldin Supergirl
- Albert Rossi (* 1931), Ruderer